# ダークホース・エンターテインメント
ダークホース・エンターテイメントは、1992年に設立されたアメリカン・コミックス出版社であるダークホースコミックスの映画・テレビ番組制作部門。また、サブレーベルとして「Dark Horse Indie」がある。

## 作品

### テレビシリーズ
以下は、ダークホース出版によるコミックを原作としたダークホース・エンターテインメントのTV企画作品。
- マスク・アニメーション（1995～1997年のアニメシリーズ）
- Timecop （1997～1998年）
- Big Guy and Rusty the Boy Robot（1999～2001年のアニメシリーズ）
- The B.P.R.D. Declassified（2004年TVスペシャル）
- The Amazing Screw-On Head（2006年TVパイロット版）
- Dark Matter（2015年～2017年）
- アンブレラ・アカデミー（2019年～現在）
- Coyote（2021年～現在）
- レジデント・エイリアン 〜宇宙からの訪問者〜（2021年～現在）
- Samurai Rabbit: The Usagi Chronicles（未定、アニメシリーズ）

### 映画
以下は、ダークホースコミックスのシリーズを原作とする映画作品。

#### ダークホースコミックスの出版物を原作する映画
- マスク（1994）
- タイムコップ（1994）
- バーブ・ワイヤー/ブロンド美女戦記（1996）
- ヴァイラス（1999）
- ミステリー・メン（1999）
- アメリカン・スプレンダー（2003）
- タイムコップ2（2003）
- エイリアンVSプレデター（2004）
- ヘルボーイ（2004）
- マスク2（2005）
- AVP2 エイリアンVS.プレデター（2007）
- ヘルボーイ/ゴールデン・アーミー（2008）
- ゴースト・エージェント/R.I.P.D. （2013）
- ポーラー 狙われた暗殺者（2019）
- ヘルボーイ（2019）

#### ダークホースコミックスの出版物を原作としない映画
- Dr.ギグルス（1992）
- My Name Is Bruce（2007）
- 30デイズ・ナイト（2007）
- 30 Days of Night: Dark Days （2010）
- ターザン:REBORN（2016）

#### ダークホース・インディーズ作品
- Monarch of the Moon（2005）
- Splinter（2006）
- Driftwood（2006）
- Mr. Warmth: The Don Rickles Project（2007）

## 参照
- ダークホースコミックス
- ダークホースコミックスの出版物に基づくテレビシリーズと映画のリスト
- 未制作のダークホースコミックスプロジェクトのリスト